# Triclorofluorometano
Il triclorofluorometano, noto anche come freon-11, CFC-11 o R-11, è un clorofluorocarburo di formula CCl3F, dove il carbonio è presente nel suo massimo stato di ossidazione (+4). È stato comunemente impiegato come fluido refrigerante. 
È un composto stabile: ΔHƒ° = -288,70 kJ/mol. In condizioni normali è un liquido incolore, non infiammabile, denso (d ≈ 1,5 g/mL), mobile (viscosità 0,42 cP), estremamente volatile, con un leggero odore etereo dolciastro; è pochissimo solubile in acqua (1,5 g/L), ma è solubile in alcool, etere e in altri comuni solventi organici. La sua temperatura di ebollizione di 23,7 °C (296,9 K) è prossima alla temperatura ambiente, mentre la sua temperatura critica è 198 °C.
Il triclorofluorometano è stato scelto come sostanza di riferimento per studi di spettroscopia RMN del 19F: al suo spostamento chimico si assegna quindi il valore 0,00 ppm.
Da non confondere con il clorotrifluorometano, CF3Cl, un altro clorofluorocarburo con struttura molecolare molto simile (ruoli di F e Cl scambiati), che però bolle a -81,5 °C.

## Struttura molecolare e proprietà
La molecola CCl3F, con l'atomo di carbonio centrale ibridato sp3, è di tipo tetraedrico, ma con simmetria C3v, come per CClF3. L'analisi dei dati di esperimenti di diffrazione elettronica e di spettroscopia rotazionale nella regione delle microonde ha permesso di quantificare lunghezze ed angoli di legame.
Il legame C–F (134,5 pm) ha lunghezza praticamente normale (135 pm) ed è leggermente più lungo che in CClF3 (132,5 pm); il legame C–Cl (176,4 pm) ha lunghezza appena minore del normale (177 pm) ed è leggermente più lungo che in CClF3 (175,2 pm). Le reciproche distanze tra gli atomi di cloro sono di 289,81 pm, mentre la distanza attesa per interazioni di non legame tra due atomi cloro sarebbe 2 rvdW, cioè l'intervallo 340-380 pm; qualitativamente questo fenomeno si riscontra anche negli altri clorofluorometani, CClF3 CCl2F2, ed anche in CCl4. 
L'angolo ClCCl (110,5°) è un po' più ampio dell'angolo tetraedrico (109,5°), mentre l'angolo FCCl (108,42°) ne è leggermente più stretto ed è un po' più stretto dell'angolo FCCl in CClF3 (110,3°).
La presenza nei vertici del tetraedro di un atomo (F) diverso dagli altri tre (Cl) fa sì che la somma vettoriale dei quattro momenti di dipolo elettrico non sia nulla, come accade in CCl4 e in CF4, ma ammonti a 0,45 D o 0,48 D; di conseguenza, CCl3F è una molecola dotata di una certa polarità.

### Chimica ionica in fase gassosa
L'energia di ionizzazione della molecola CCl3F è di 11,68 eV, maggiore di quella di CCl4 (11,47 eV), ma minore sia di quella di CCl2F2 (12,0 eV), che di quella di CClF3 (12,6 eV) e quella di CF4 (≤ 14,7 eV). Nella serie dei clorofluorometani l'energia di ionizzazione cresce al crescere del numero di atomi di fluoro, l'elemento più elettronegativo.
Nonostante CCl3F sia una molecola in cui tutti gli atomi hanno ottetti completi, la cattura di un elettrone per formare l'anione molecolare radicalico [CCl3F]•– è favorita, come dimostra il valore dell'affinità elettronica pari a 1,10±0,30 eV. Questo comportamento, comune anche ad altri alogenometani, ha conseguenze, per esempio, sulla sua inattesa reattività quando in contatto con superficie di metalli e sulla sua tossicità.

## Reattività
Il triclorofluorometano è un composto stabile, ma può decomporsi a contatto con scintille, fiamme o oggetti molto caldi, formando vapori altamente tossici e corrosivi, contenenti cloro, acido cloridrico e acido fluoridrico. Per contatto con metalli reattivi come alluminio in polvere, bario, calcio, magnesio e sodio si decompone violentemente.

## Uso
Nel suo impiego come refrigerante, il triclorofluorometano è indicato come R-11 secondo il sistema di nomenclatura ASHRAE dei refrigeranti.
R-11 è stato il primo fluido refrigerante di largo impiego. Ha un punto di ebollizione elevato (rispetto alla maggioranza dei fluidi refrigeranti) e quindi può essere utilizzato in sistemi che funzionano a bassa pressione, rendendo la progettazione meccanica di tali sistemi meno impegnativa rispetto a fluidi refrigeranti come R-12 o R-22 che richiedono una pressione maggiore.
R-11 ha un alto contenuto di cloro, che può facilmente essere rilasciato dalla molecola se esposta a radiazione ultravioletta. Per questo motivo R-11 è il fluido refrigerante col più alto potenziale di distruzione dell'ozono (Ozone Depletion Potential, ODP), e per definizione gli viene assegnato il valore 1,0. La produzione negli Stati Uniti è stata interrotta il 1º gennaio 1996. Trova applicazione inoltre come solvente solido in studi di ionizzazione con raggi gamma.

## Galleria d'immagini

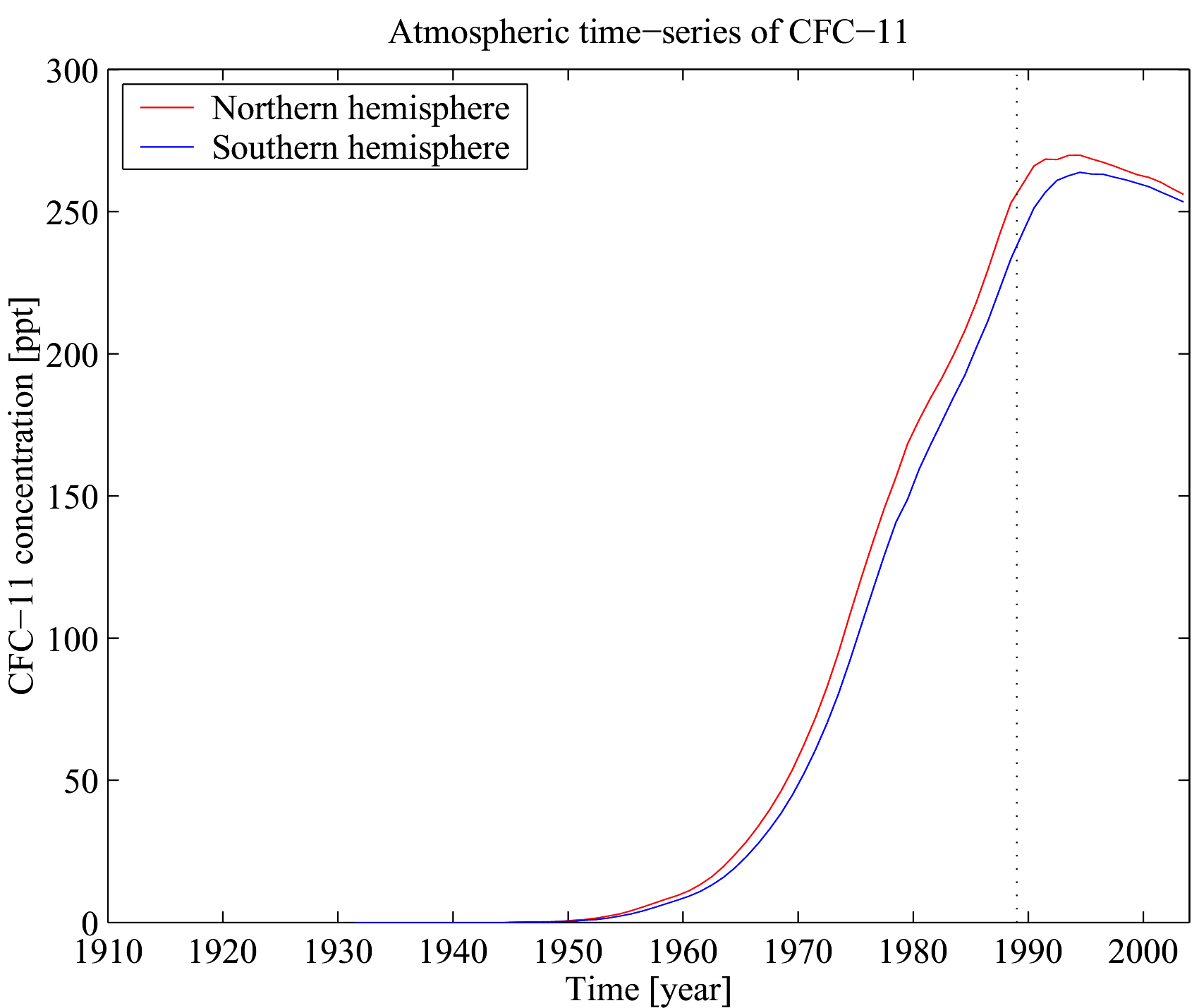
Concentrazione atmosferica di R-11 nel tempo
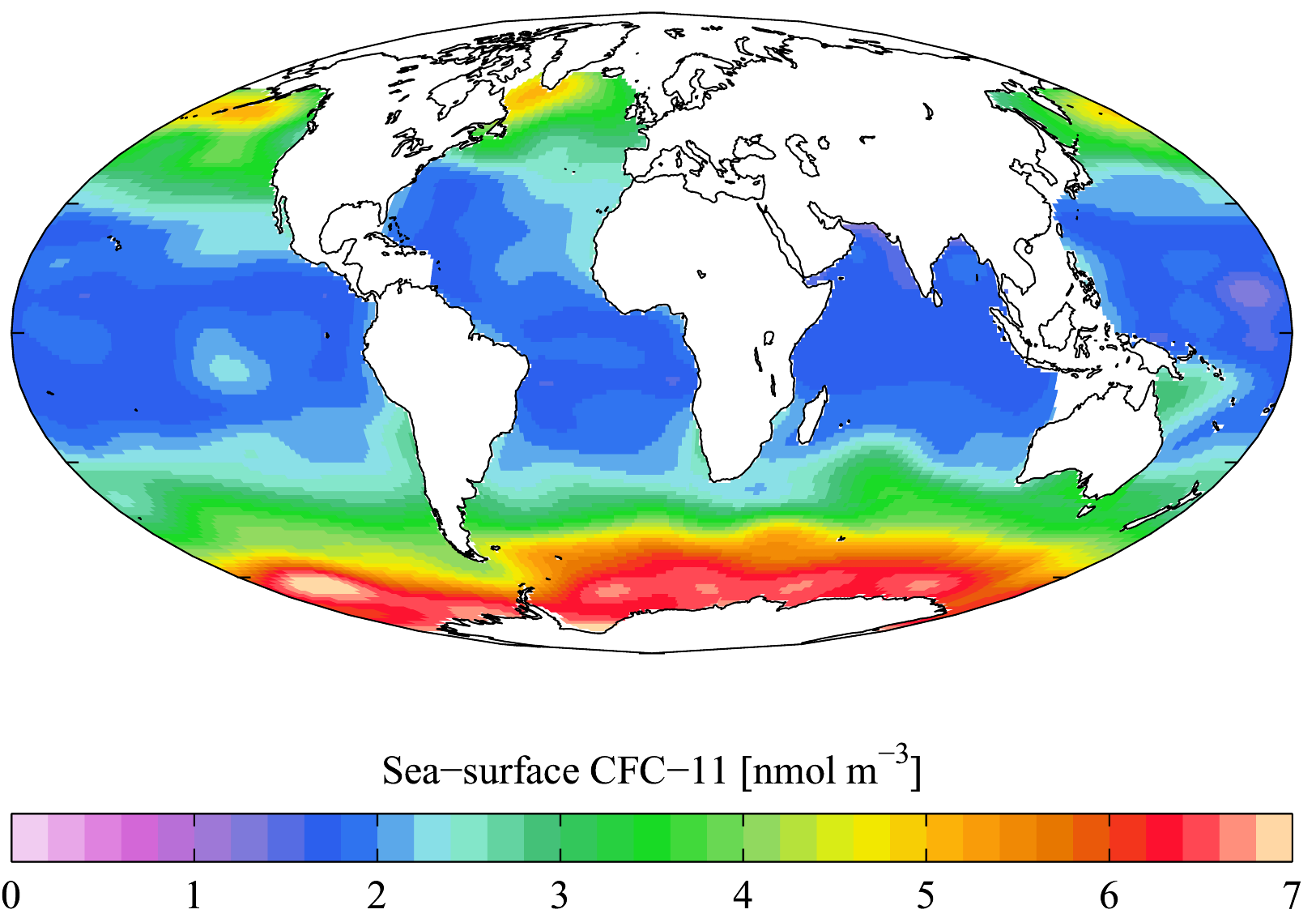
Concentrazione di R-11 sulla superficie del mare negli anni novanta